# Denis Szabo
Denis Szabo (* 4. Juni 1929 in Budapest; † 13. Oktober 2018 in Magog) war ein kanadischer Kriminologe ungarischer Herkunft.
Szabo studierte in Belgien und Frankreich und lehrte seit 1958, als erster Professor dieses Faches in Kanada, Kriminologie an der Universität Montreal. 1969 begründete er dort ein internationales Forschungszentrum für vergleichende Kriminologie (Centre international de criminologie comparée). Er war Präsident der Internationalen Gesellschaft für Kriminologie sowie Berater der UNO und des Europarates.

## Schriften (Auswahl)
- L'inceste en milieu urbain (1958)
- Crimes et Villes (1960)
- Criminologie (1965)
- Criminologie et politique criminelle (1978)
- Science et crimes (1986)
- D'anthropologie à la criminologie comparée (1993)
- Traité de criminologie empirique (1994)